# Piper obtusilimbum
Piper obtusilimbum är en pepparväxtart som beskrevs av C. Dc.. Piper obtusilimbum ingår i släktet Piper och familjen pepparväxter. Inga underarter finns listade i Catalogue of Life.